# J'étais une voleuse
Pour plus de détails, voir Fiche technique et Distribution.
J'étais une voleuse (titre original : I Was a Shoplifter) est un film ampéricain réalisé par Charles Lamont, sorti en 1950.

## Synopsis
Afin d'infiltrer un gang de voleurs à l'étalage, le sergent-détective Jeff Andrews organise sa propre arrestation pour vol...

## Fiche technique
- Titre français : J'étais une voleuse
- Titre original : I Was a Shoplifter
- Réalisation : Charles Lamont
- Scénario : Irwin Gielgud
- Photographie : Irving Glassberg
- Montage : Otto Ludwig
- Musique : Milton Schwarzwald
- Direction artistique : Robert Clatworthy, Bernard Herzbrun
- Décors : Ruby R. Levitt
- Costumes : Rosemary Odell
- Producteur : Leonard Goldstein
- Société de production : Universal Pictures
- Société de distribution : Universal Pictures
- Pays de production :  États-Unis
- Format : Noir et blanc — 35 mm — 1,37:1 — Son : Mono (Western Electric Recording)
- Genre : Film dramatique, Film policier, Film noir
- Durée : 74 minutes
- Dates de sortie :
  - États-Unis : 27 avril 1950 (New York City) / 13 mai 1950 (sortie nationale)
  - Royaume-Uni : 5 septembre 1950
  - Royaume-Uni : 14 octobre 1950
  - France : 3 août 1951

## Distribution
- Scott Brady : Jeff Andrews
- Mona Freeman : Faye Burton
- Andrea King : Ina Perdue
- Tony Curtis : Pepe (crédité Anthony Curtis)
- Charles Drake : Herb Klaxon
- Gregg Martell : Le champion
- Larry Keating : Harry Dunson
- Robert Gist : Barkie Neff
- Michael Raffetto : Shériff Bascom